# Nana del Dragó
La Galàxia Nana del Dragó és una galàxia nana esferoidal satèl·lit de la Via Làctia que forma part del Grup Local. S'hi troba en la constel·lació del Dragó, el drac, a 260.000 anys llum de la Terra. Amb un diàmetre d'aproximadament 2.000 anys llum, és una de les galàxies més tènues conegudes.
Descoberta el 1954 per Albert G. Wilson, és la setena galàxia més propera a la nostra. Conté una població vella d'estels i no té quantitats significatives de matèria interestel·lar. Estudis recents indiquen que el seu nucli pot ser un lloc excepcionalment idoni per a la identificació de matèria fosca.